# Agnes Jama
Agnes Jama, nizozemska pianistka in skladateljica, * 11. junij 1911, Dürnstein, Avstro-Ogrska, † 27. september 1993, Haag, Nizozemska.

## Življenjepis
Agnes Jama je bila najmlajša od treh otrok v družini umetnikov: njena mati je bila slikarka Louise van Raders (1871–1946), rojena v Bataviji, njen oče pa Slovenec Matija Jama iz Ljubljane. Starša sta se spoznala na slikarski akademiji v Münchnu in se tam leta 1902 poročila. Z bratom Matthiasom (1902–1916) in sestro Madeleine (1904–1973) je do četrtega leta odraščala v majhnem avstrijskem mestu Dürnstein. 
Decembra 1915 se je družina zaradi prve svetovne vojne preselila v Haag na Nizozemskem, kjer je živela materina družina. Naslednje leto je njen brat Matthias umrl pri 13 letih. Leta 1920 so njegovi starši odprli gostišče v upanju, da bodo pritegnili bogate goste in jim prodajali slike. Agnes Jama se je učila klavirja in se izkazala za nadarjeno. Svojo prvo pesem je zložila pri desetih letih. Ko je bila stara enajst let, so se njeni starši ločili in oče se je vrnil v Slovenijo, a ostal v stiku s hčerko. 
Ko je Agnes Jama leta 1928 končala šolanje, se je učila klavirja in kompozicije pri Bernhardu van den Sigtenhorstu Meyerju. Izpit iz klavirja je opravila leta 1931 v nizozemskem kraljevem društvu glasbenikov (Koninklijke Nederlandse Toonkunstenaars Vereniging) leta 1931. V tridesetih letih 20. stoletja je Jama pogosto delovala kot spremljevalka v ansamblih ali nastopala sama. Spremljala je madžarskega violončelista Tiborja de Machulo in pogosto igrala za dobrodelne namene. Poleg tega je nadaljevala študij, leta 1935 pridobila diplomo iz klavirja in se po dedovanju po teti učila pri Franzu Osbornu v Londonu . Bila je tudi aktivna feministka in je bila članica Nizozemskega združenja podjetnic (Nederlandsche Bond van Vrouwen in Bedrijf en Beroep) in Nizozemskega združenja za interese žensk in enakopravno državljanstvo (Nederlandsche Vereeniging voor Vrouwenbelangen en Gelijk Staatsburger). 
Decembra 1940 je imela Agnes Jama svoj »debitantski koncert« v Gemeentemuseumu v Haagu, katerega namen je bil promovirati mlade talente; ocene so bile večinoma pozitivne. Učila je klavir in delala na svojih skladbah. Njene tri impresije je leta 1941 in 1942 odigral pianist Theo van der Pas. Sama je skladbe predvajala tudi na radiu. V tem času se je učila kompozicije pri Henku Badingsu, vodji Kraljevega konservatorija v Haagu.  Na njeno glasbo je vplivala balkanska glasba ter skladatelji, kot sta Debussy in Bartók .
Maja 1944 se je Agnes Jama poročila s svojim znancem Freekom van Welom, a se je zakon po nekaj mesecih končal z ločitvijo. Jama, zdaj noseča, se je preselila k mami. Tam se je od decembra 1944 skrival judovski umetniški vodja haaških filharmonikov (Residentie Orkest) Hans Citroen, s katerim se je Agnes Jama zaljubila. Po rojstvu sina Petra (iz zakona z van Welom) februarja 1945 je Jama, oslabljena zaradi stradanja, zbolela za tuberkulozo. Nekaj mesecev je bila v bolnišnici, sina pa so začasno poslali v otroški dom. Po ozdravitvi se je Jama s Petrom preselila v razpadajočo vilo, v kateri je takrat živelo več umetnikov in učiteljev s Kraljeve akademije in v katero se je zdaj vselil tudi Hans Citroen. Agnes Jama in Citroen sta se poročila konec leta 1945/začetek leta 1946 in imela sina Hansa (1947) ter hčerko Soesjo (1948), ki je kasneje tudi sama postala jazz pevka in skladateljica.  Citroenov oče Hans (oziroma Hartog ) je bil 3. septembra 1944 z zadnjim transportom deportiran iz Westerborka v Auschwitz in je preživel konec vojne. 
Oktobra 1952 je Agnes Jama prejela sponzorsko nagrado fundacije Johana Wagenaarja za svojo suito za violino in klavir . Skladbo je posvetila violinistu Theu Olofu, ki jo je premierno izvedel januarja 1953. Potem ko je leta 1953 njen zakon s Citroenom propadel, je morala sama vzgajati tri otroke. Denar si je služila predvsem z urami klavirja. Njena hči se je kasneje spominjala: »Življenje matere samohranilke je sestavljalo veliko kolesarjenja po dežju na poti do učencev klavirja in malo komponiranja. Živeli smo revno, obdani z drago dediščino.« 
V šestdesetih letih prejšnjega stoletja je Agnes Jama obiskovala tečaj pri skladatelju Tonu de Leeuwu, ki je poučeval kompozicijo in elektronsko glasbo na konservatoriju v Amsterdamu . Leta 1971 je komponirala eksperimentalno skladbo Vocatio za mezzosopran, klarinet in klavir .  Ko je leta 1973 umrla njena sestra Madeleine, je Agnes Jama podedovala njeno hišo v Ljubljani. Od takrat naprej je tam pogosto preživljala počitnice in se učila slovensko. Ker je imela tudi sama majhne roke in je želela optimizirati svoje igranje, se je intenzivno ukvarjala s tehniko in fiziologijo igranja klavirja in leta 1989 izdala knjigo Actie, reactie en ontspanning voor veerkrachtig en soepel pianospel (Akcija, reakcija in sprostitev za poskočno in voljno igranje klavirja). Agnes Jama je umrla 27. septembra 1993 v starosti 82 let.
Leta 2008 je izšla zgoščenka pianista Marcela Wormsa z njenimi skladbami. Leta 2010 so ji posvetili koncert v Narodnem muzeju Slovenije v Ljubljani, kjer so na ogled tudi slike njenega očeta. Leta 2017 je bila njena suita za violino in klavir izvedena ob 70. obletnici Fundacije Johana Wagenaarja;  Do leta 2015 je bil Jama edina skladateljica, ki je prejela nagrado fundacije. Mednarodno priznana flavtistka Eleonore Pameijer, predsednica Stichting Vrouw en Muziek (Fundacija za ženske in glasbo), šteje Agnes Jama za eno najpomembnejših nizozemskih skladateljic. 

## Dela
- Sonatina za klavir, 1942.
- Suita za violino in klavir, 1952.
- Tri pesmi za glas in klavir na pesmi Jil de la Rie, 1953.
- Sonata za violončelo, okoli 1957.
- Vocatio za mezzosopran, klarinet in klavir, 1971.
- Celotna glasbena dela Agnes Jama (CD), 2008.